# Ásgeir Vestarsson
Ásgeir Vestarsson (n. 905) fue un vikingo y bóndi de Bjarnarhöfn, Snæfellsnes en Islandia. Es un personaje de la saga Eyrbyggja, y Saga de Laxdœla. Se casó con Helga Kjállaksdóttir (n. 905), y de esa relación nació Þorlákur Ásgeirsson.